# Красно-коричневый (роман)
«Красно-коричневый» — роман Александра Проханова, журналиста, писателя, главного редактора газет «День» и «Завтра». Входит в «Семикнижие». Впервые опубликован в журнале «Наш Современник». В названии используется клише, применявшееся для дискредитации политической оппозиции курсу Ельцина.

## Описание
События романа происходят в России на рубеже двух эпох, до и после 1993-го года. Роман «Красно-коричневый» продолжает историю генерала Белосельцева, и служит своеобразным приквелом романа «Господин Гексоген».
Белосельцев только что вернулся со своих войн. Произошёл августовский путч 1991-го года и последовавшее за ним упразднение СССР. Отставной генерал разведки Белосельцев растерян — он не видит рядом с собой никого, с кем мог бы поделиться тревогой и болью за отечество. Центральным событием романа станет путч 1993 года.

Симпатии автора и героя — на стороне путчистов. В интервью газете «Московский Комсомолец» Проханов так объяснил название романа: 
До и после 93-го года меня и моих друзей называли красно-коричневыми, а я всегда подтверждал: да, я красно-коричневый, я же не прятался от этого. Но теперь те, кто называл меня так, почему-то сменили лексику 

## Критика
Владимир Бондаренко: 
Этот роман — как продолжение траурной колонны с фотографиями погибших героев, которая проходит каждый год в траурные, печальные и величественные дни 3-4 октября, как продолжение фотографий и листовок, что расклеены на всех стенах стадиона у Дома Советов, где палачи добивали раненых защитников. Этот роман должен прочитать каждый русский человек, чье сердце билось и сопротивлялось насилию ельцинских мучителей, прельстившихся тридцатью сребрениками.

Литературный критик Сергей Беляков замечал, что у героев «Красно-коричневого», в отличие от соратников Павла Власова, идеал не в будущем, а в прошлом. Защитники Белого дома в 1993-м преследовали утопичную, но вполне понятную и, с их точки зрения, морально оправданную цель: прекратить передел собственности, вернуть советскую власть, восстановить Советский Союз.

Мария Ремезова, автор «Независимой газеты», пишет: 
Не было бы вообще никакого смысла разбирать этот роман, если бы не одно обстоятельство. "Красно-коричневый" является очень характерным документом, зафиксировавшим типологические черты сознания определённого социального слоя.
Юрий Поляков считает, что 
Роман Александра Проханова "Красно-коричневый", по моему убеждению, важное явление современной отечественной словесности. И, как всякий серьёзный факт литературы, эта книга вызывает разноречивые оценки. Либеральная критика, как и следовало ожидать, отнеслась к роману небрежно, что наиболее отчетливо сказалось в рецензии М. Ремизовой, опубликованной в "Независимой газете"

М. Евдокимова, говоря о романе «Красно-коричневый», где описаны «трагические дни истории России второй половины 1993 года, завершившиеся „кровавой бойней“ 3-4 октября», отмечает: 
Автор с документальной точностью воссоздал день за днем, час за часом столичной жизни, встречу за встречей, беседу за беседой главного героя, начиная отсчет времени с лета 1993 года
.
Роман неоднократно переиздавался под разными названиями. «„Красно-коричневый“ стал „Парламентом в огне“, а теперь называется „Среди пуль“». По мнению Сергея Белякова, несмотря на то, что многие критики говорят о графомании Проханова, «он остается одной из немногих ярких, оригинальных, ни на кого не похожих фигур в современной русской литературе».